# Fontanelle (Nebraska)
Fontanelle es un lugar designado por el censo ubicado en el condado de Washington en el estado estadounidense de Nebraska. En el Censo de 2010 tenía una población de 54 habitantes y una densidad poblacional de 82,74 personas por km².

## Geografía
Fontanelle se encuentra ubicado en las coordenadas 41°32′18″N 96°25′38″O / 41.53833, -96.42722. Según la Oficina del Censo de los Estados Unidos, Fontanelle tiene una superficie total de 0,65 km², de la cual 0,65 km² corresponden a tierra firme y (0 %) 0 km² es agua.

## Demografía
Según el censo de 2010, había 54 personas residiendo en Fontanelle. La densidad de población era de 82,74 hab./km². De los 54 habitantes, Fontanelle estaba compuesto por el 100 % blancos, el 0 % eran afroamericanos, el 0 % eran amerindios, el 0 % eran asiáticos, el 0 % eran isleños del Pacífico, el 0 % eran de otras razas y el 0 % pertenecían a dos o más razas. Del total de la población el 0 % eran hispanos o latinos de cualquier raza.